# Fort Carillon
Pour les articles homonymes, voir Carillon (homonymie).
Pour le fort contemporain, voir Fort Ticonderoga.
Le Fort Carillon, aujourd'hui Fort Ticonderoga, fut bâti par Michel Chartier de Lotbinière, lieutenant et ingénieur ordinaire du roi, sur ordre de Pierre de Rigaud de Vaudreuil, gouverneur du Canada, pour protéger le lac Champlain d'une invasion britannique. Le fort était non loin du Fort Saint-Frédéric. Il devait empêcher une attaque contre le Canada en retardant l'ennemi assez longtemps pour pouvoir envoyer des renforts. Préoccupés par le fait que le Fort Saint-Frédéric était incapable de résister à la menace croissante des Anglais au sud, les Français entreprirent la construction d’un plus grand fort à l’endroit où le lac George (anciennement lac Saint Sacrement) rejoint le lac Champlain par la rivière appelée La Chute. Les travaux de construction débutent en octobre 1755.
Le fort a été le théâtre de plusieurs batailles entre Français et Britanniques lors de la guerre de Sept Ans, puis entre Britanniques et Américains pendant la guerre d'indépendance des États-Unis.

## Emplacement

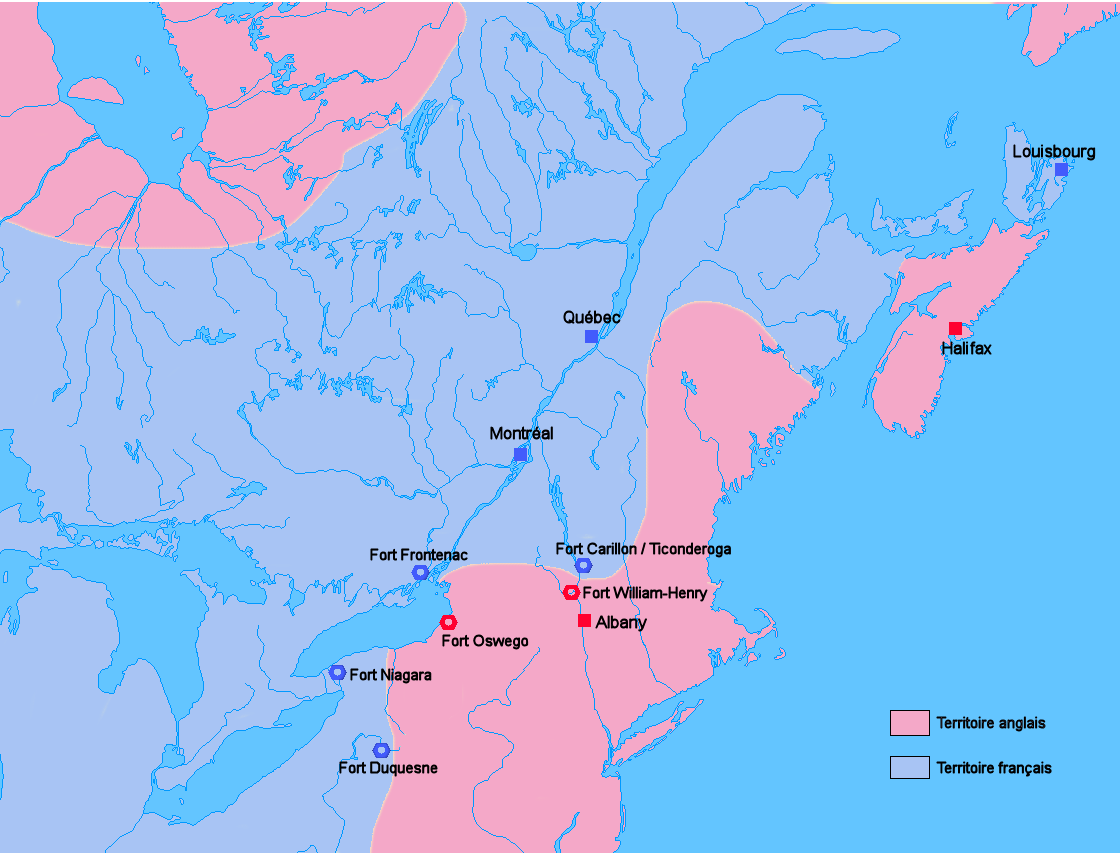
Localisation du fort Carillon.

Le fort Carillon est situé sur une pointe au sud du lac Champlain et au nord du lac George, un point naturel de conflit entre les forces françaises se déplaçant vers le sud du Québec par la rivière Richelieu à travers la vallée du lac Champlain vers la vallée de l'Hudson, et des bandes iroquoises au début de la colonie et des forces britanniques par la suite, remontant vers le nord. Le fort est entouré d'eau sur trois côtés, et sur une moitié du quatrième côté par un marécage. La portion restante a été puissamment fortifiée par de hauts retranchements, soutenus et accompagnés par trois batteries de canons, et devant l'ensemble, cette partie fut bloquée avec des arbres abattus, puis les extrémités des branches furent durcies par le feu, créant ainsi une formidable défense. L’endroit a été choisi car il permettait le contrôle de la pointe sud du lac Champlain autant que l’accès à la vallée de l’Hudson. Handicapée par la corruption, la construction se poursuit péniblement.
À la mi-juillet 1756, quatre bastions hérissés de canons d’une hauteur d’au moins 5,5 m ont été érigés. À l’automne le fort n’est toujours pas terminé quand une surprenante découverte est faite. À mesure que les arbres de la péninsule sont coupés les Français réalisent que l’endroit choisi ne verrouille pas convenablement la jonction entre les deux étendues d’eau. Le fort n’est pas construit au bon endroit ! Pour corriger cette erreur inimaginable un 2e fort plus petit est construit, plus près du lac, connu sous le nom de « Redoute des Grenadiers ». En janvier 1757, le fort n’est toujours pas terminé et n’est qu’une structure incomplète faite de terre et de rondins, armée malgré les 36 canons qui attendent l’attaque que les Français savent proche. Mais les Français et Canadiens ne veulent pas se contenter d’attendre passivement les Anglais, et décident de passer à l’attaque. En avril, 8 000 hommes, sous les ordres du marquis de Montcalm, se regroupent à Fort Carillon et au Fort Saint-Frédéric. En août 1757, ils traversent le lac George pour prendre le Fort William Henry. L’opération est un succès et Montcalm ramène ses hommes à Fort Carillon pour l’été.

## Basse et Haute ville de Carillon

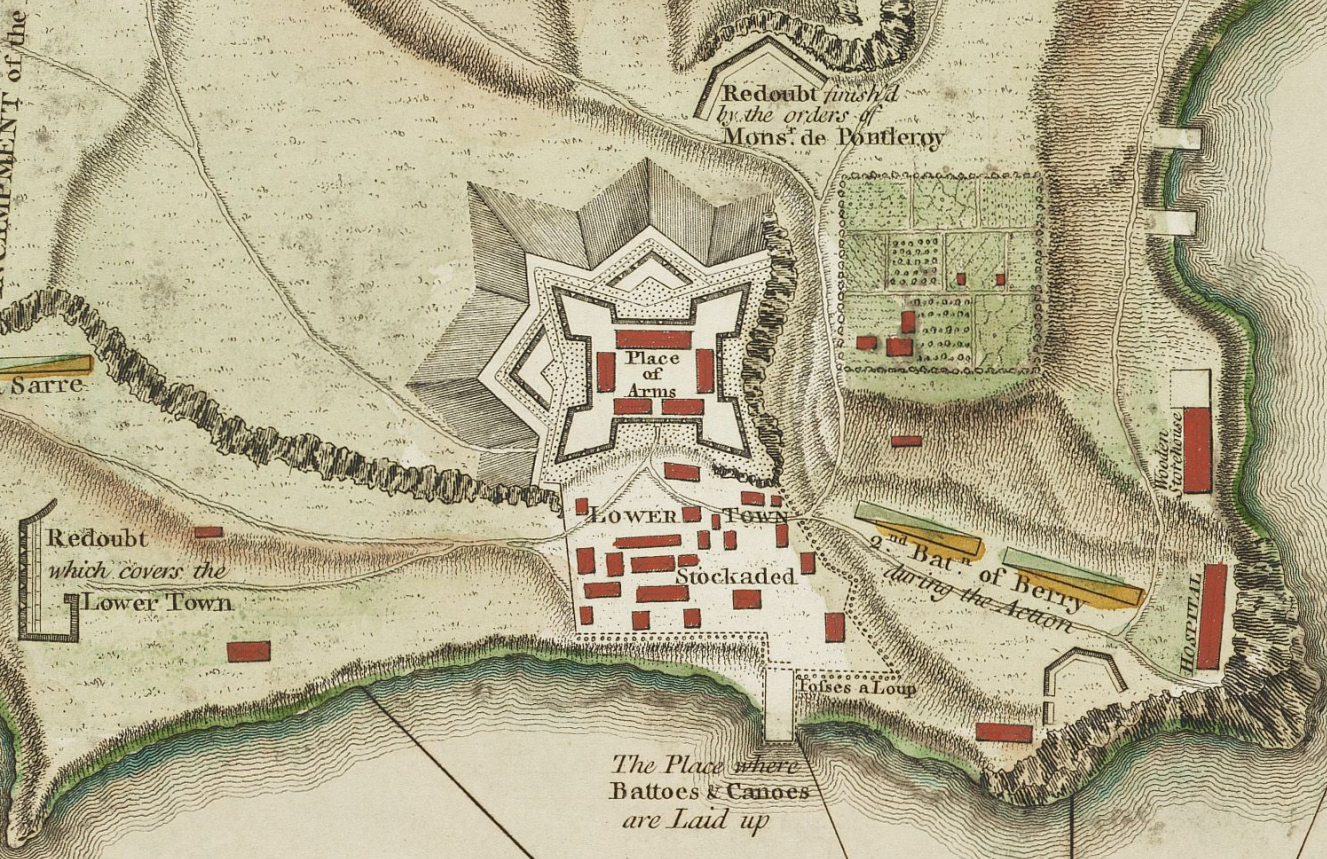
Plan du Fort Carillon et de la ville en 1758

En 1756, sur les plaines sablonneuses en bas des hauteurs, les soldats Canadiens et Français travaillèrent pour créer le « Jardin du Roi », qui fut un jardin potager pour nourrir la garnison chargée de la construction du fort.
En 1758, le fort Carillon et son environnement étaient composés d'une basse et d'une haute ville, deux hôpitaux, des hangars, tavernes, et baraques pour les soldats. La basse ville prenait la forme d'un triangle avec le fort, le point nord du triangle, et la basse ville la partie sud. Il y avait des tavernes avec cave à vin, boulangeries et neuf fourneaux.
Il était important de construire les batteries de la basse ville avec de la terre prise non loin du fort.
Le 22 juillet 1759, lorsque les ordres furent donnés de mettre le feu à la ville, les Amérindiens ne pouvaient pas croire que les Français et les Canadiens abandonneraient tout ce qu'ils avaient construit et entrepris à Carillon. Une épaisse fumée s'éleva des deux hôpitaux incendiés, des hangars de la basse et haute ville, et des baraques des soldats. Tout devait être rasé face à l'avancée de l'armée britannique. Aucun bâtiment n'a été reconstruit comme ce fut le cas à Louisbourg, au Cap-Breton.

## Régiments présent au Fort Carillon

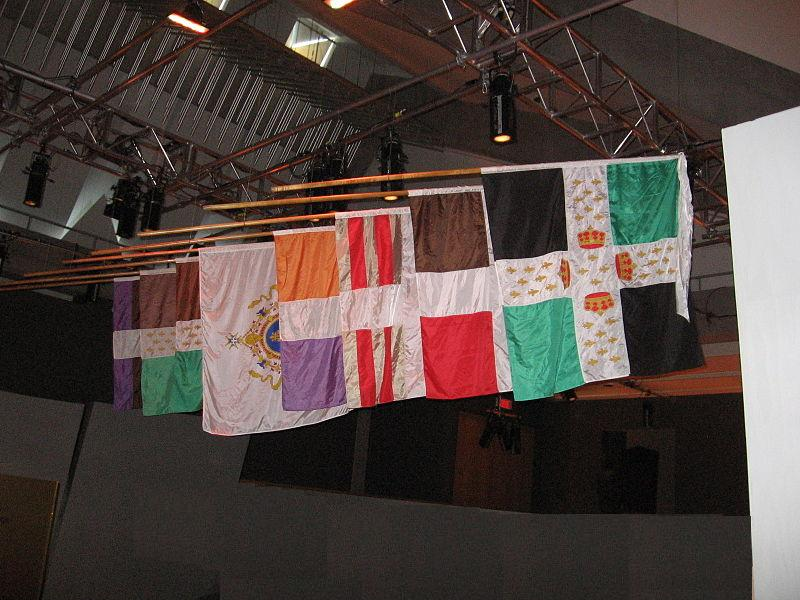
Drapeaux de régiments présents au Fort Carillon

Armée française : Les troupes de terre

Les troupes de terre étaient composées de soldats professionnels envoyés de France afin de combattre en Amérique. Ceux-ci étatient disciplinés et bien entraînés. À Carillon en 1758, ces forces comprennent les seconds bataillons de cinq régiments d’infanterie provenant de différentes régions de France. Chacun de ces régiments avait sa propre histoire et un uniforme possédant ses propres caractéristiques. Les régiments en présence au Fort Carillon étaient :
- Régiment de la Reine 2e bataillon, 345 h ;
- Régiment de Languedoc 2e bataillon, 426 h ;
- Régiment de Guyenne 2e bataillon, 470 h ;
- Régiment de Béarn 2e bataillon, 410 h ;
- Régiment Royal-Roussillon 2e bataillon, 480 h ;
- Régiment de La Sarre 2e bataillon, 460 h ;
- Régiment de Berry 2e bataillon 450 h ;
- Régiment de Berry 3e bataillon (compagnie de grenadiers), 50 h ;
- Canonniers-Bombardiers, 60 h ;
- Compagnies franches de la marine, 150 h ;
- Milice canadienne, 250 h à 650 h ;
- Indiens 15 h[7].

### Régiment de la Reine
Provenance : région de Paris

Durant la guerre de Sept Ans, ce régiment prend part à plusieurs affrontements, dont celui de fort Saint-Frédéric au lac George en septembre 1755, au cours duquel le général Dieskau est blessé. Le régiment de la Reine prend aussi part à la prise du fort Bull et du fort William Henry et, plus glorieusement, contribue à la victoire française à Carillon en 1758 contre les forces du général Abercromby. Il semble que, contrairement à la pensée populaire, le régiment de la Reine ne participe pas au siège de Québec; il est plutôt envoyé à Carillon en mai 1759 afin de se prémunir contre une éventuelle attaque des Britanniques, puis retiré et envoyé à l’Isle-aux-Noix en juillet de la même année. Le régiment prendra toutefois part à la bataille de Sainte-Foy en 1760.
L’uniforme des soldats du régiment de la Reine est caractérisé par un justaucorps de couleur blanc-gris avec les revers de manches rouges ornés de trois boutons et des poches à huit boutons. La veste est rouge tandis que la culotte, de la même couleur que le justaucorps, se porte avec des bas blancs ou gris et des souliers noirs à boucles métalliques. Des guêtres blanches recouvrent les bas et la culotte et se boutonnent verticalement à l’aide d’une rangée de boutons placés du côté extérieur de même qu’elles s’attachent sous le genou à l’aide d’une courroie de cuir noir. Quant au tricorne, il est de feutre noir et possède un galon argenté.
Le drapeau est quant à lui vert et noir, divisé par une croix blanche sur laquelle figure une série de fleurs de lys dorées dont trois sont entourées par 4 couronnes en or.

### Régiment de Guyenne
Provenance : région de Bordeaux

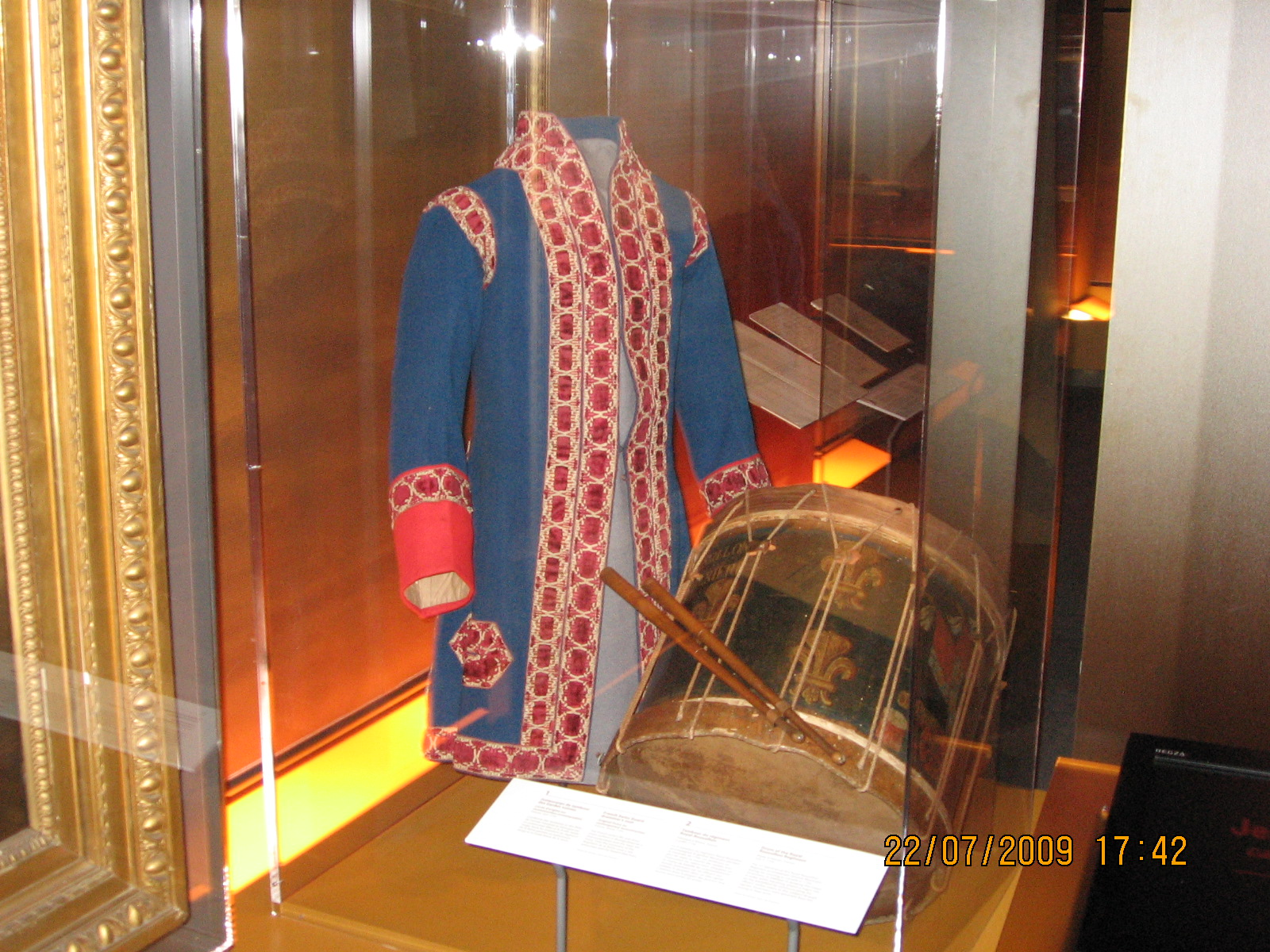
Uniforme de régiment et tambour

Dès son arrivée en Amérique, le 23 juin 1755, ce régiment est envoyé au fort Frontenac, puis par la suite au fort Niagara. En février 1756, certains de ses hommes participent à la prise du fort Bull en empêchant la communication entre le lac George et Oswego. Le régiment de Guyenne participe ainsi à plusieurs batailles : celle du fort Oswego en août 1756 et celle de la prise de fort William-Henry en 1757. Le régiment se bat aussi à Carillon en 1758, et passe l’hiver posté au même endroit. En mars 1759, une partie des hommes est envoyée au fort Niagara, environ 30 autres à l’Isle-aux-Noix, et le reste se dirige vers Québec pour participer à la défense de la ville. Il prend part à la bataille de Montmorency, à celle des plaines d’Abraham le 13 septembre (les soldats du régiment de Guyenne sont alors placés au centre de la ligne d’attaque) de même qu’à la bataille de Sainte-Foy.
L’uniforme des soldats du régiment de Guyenne est semblable à celui du régiment de la Reine: un justaucorps gris-blanc avec des revers de manches rouges ornés de trois boutons; veste rouge; culotte de la même couleur que le justaucorps; souliers noirs à boucles métalliques. Contrairement à La Reine, le tricorne de feutre noir est orné d’un galon doré.

### Régiment de Berry
Provenance : région du Berry

À l’origine, les 2e et 3e bataillons du régiment de Berry devaient être mobilisés en Inde. Cependant, à la demande de renforts placée par Montcalm et Vaudreuil, la destination du régiment est modifiée : il débarque en Nouvelle-France à la fin de juillet 1757. Les deux bataillons sont postés à Québec. En 1758, le régiment est envoyé à Carillon et contribue à la victoire. À la fin août, le régiment, qui comptait au départ 908 soldats, n’en compte plus que 723 en raison des batailles successives qui sont fatales pour plusieurs. Les soldats restant ne sont pas rapatriés à Québec pour la bataille des Plaines, leurs services étant toujours requis à Carillon. Ils participeront toutefois à la bataille de Sainte-Foy.
L’uniforme des hommes du régiment de Berry est lui aussi gris-blanc avec des revers de manches rouges, mais à cinq boutons plutôt qu’à trois comme La Reine et Guyenne. Le justaucorps possède également de doubles poches verticales attachées par six boutons. La veste est rouge, la culotte et les bas de couleur blanc-gris, les souliers noirs à boucles métalliques et les guêtres blanches. Quant au tricorne, il est de feutre noir et possède un galon doré.

### Régiment de Béarn
Provenance : région de l'Aquitaine 

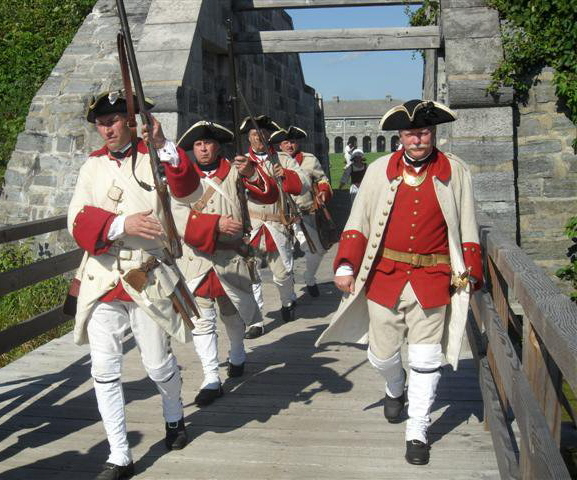
Régiment de Béarn

Arrivé en juin 1755 en Nouvelle-France, le régiment de Béarn est envoyé dès le début du mois de juillet au fort Frontenac et, un an plus tard, il contribue à la victoire au fort Oswego, en compagnie des autres régiments, de la milice et des Amérindiens. Après la capitulation des Britanniques, le 14 août, une compagnie est envoyée au fort Bull et une autre au fort William-Henry. L’année suivante, l’unité entière se dirige au fort Carillon, pour ensuite revenir à William-Henry et prendre part à cette bataille. En 1758, le régiment de Béarn participe à la défense du fort Carillon et, en 1759, il est présent lors du siège de Québec, à l’exception de 35 soldats qui sont mobilisés au fort Niagara. Le régiment prend aussi part à la bataille de Sainte-Foy l’année suivante.
L’uniforme des soldats du régiment de Béarn qui servent en Nouvelle-France est caractérisé par un justaucorps de couleur blanc-gris avec les revers de manches rouges ornés de trois boutons et de poches verticales à six boutons. La veste est rouge tandis que la culotte, de la même couleur que le justaucorps, se porte avec des bas blancs ou gris et des souliers noirs à boucles métalliques. Des guêtres blanches recouvrent les bas et la culotte et se boutonnent verticalement à l’aide d’une rangée de boutons placés du côté extérieur de même qu’elles s’attachent sous le genou à l’aide d’une courroie de cuir noir. Le tricorne est quant à lui de feutre noir et possède un galon argenté.

### Régiment de La Sarre
Provenance : région de Lorraine 

Le 2e bataillon du régiment de La Sarre débarque à Québec le 3 juin 1756. Il prend part à la prise du fort Oswego en août de la même année, et escorte jusqu’à Montréal les prisonniers britanniques faits lors de cette bataille. En août 1757, plusieurs soldats du régiment participent à l’affrontement du fort William Henry. Le régiment assiste ensuite l’armée de Montcalm en 1758 dans la bataille de fort Carillon. Enfin, le régiment de La Sarre participe à la bataille de Beauport, de la bataille des plaines d'Abraham, de même qu’à celle de la bataille de Sainte-Foy.
L’uniforme du régiment de La Sarre comprend un justaucorps blanc-gris avec des revers de manches bleus (trois boutons). La veste est rouge tandis que la culotte, de la même couleur que le justaucorps, se porte avec des bas blancs ou gris et des souliers noirs à boucles métalliques. Des guêtres blanches montent jusqu’aux et s’attachent sous le genou à l’aide d’une courroie de cuir noir. Le tricorne est en feutre noir et possède un galon doré.

### Régiment Royal-Roussillon

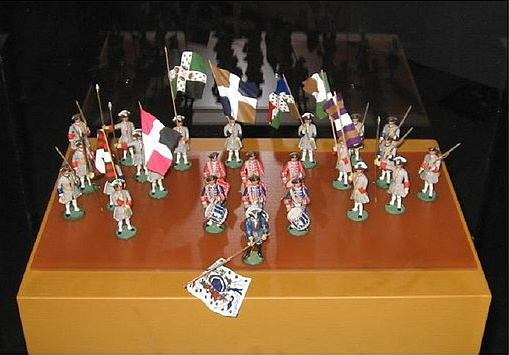
Les régiments présent au Fort Carillon

Provenance : région de Perpignan, Roussillon et Catalogne 

Arrivé en Nouvelle-France en mai 1756, le régiment de Royal-Roussillon est à l’origine posté à Montréal, à l’exception d’un détachement qui est envoyé à Carillon. En 1757, c’est le régiment en entier qui est mobilisé pour le fort William Henry. De plus, le régiment prend part, en 1758, à la victoire de Carillon. Il se dirige ensuite vers Québec, pour défendre la ville : il participe ainsi aux batailles de Montmorency, des Plaines et de Sainte-Foy.
L’uniforme du régiment Royal-Roussillon comprend un justaucorps blanc-gris avec des revers de manches bleus (six boutons). La veste est bleue, la culotte de couleur blanc-gris, les bas blancs et les souliers noirs avec une boucle métallique. Quant au tricorne, il possède un galon de couleur or.

### Régiment de Languedoc
Provenance : région du Languedoc 

Ce régiment débarque à Québec le 19 juin 1755. Ses hommes quittent directement pour le fort Saint-Frédéric et, sous les ordres du général Dieskau, repoussent les Britanniques au lac George. Après la bataille, les troupes du régiment de Languedoc se rendent à Carillon où un fort est construit depuis peu. Le régiment se déplace ensuite vers le sud où il prend part à la bataille de fort William-Henry. Le 8 juillet 1758, le 2e bataillon du régiment de Languedoc participe à la bataille de Carillon. En mai 1759, il se rend à Québec où il participe à la défense de la ville : il prend part aux batailles de Montmorency, des plaines d'Abraham et de Sainte-Foy.
L’uniforme du régiment de Languedoc comprend un justaucorps blanc-gris avec des revers de manches bleus (trois boutons). La veste est bleue, la culotte de couleur blanc-gris, les bas blancs et les souliers noirs avec une boucle métallique. Quant au tricorne, il possède un galon doré.

## Bataille de Fort Carillon

### Préparations pour la Bataille de Carillon
Bien que le gouvernement français savait que les Anglais avaient envoyé 8 000 hommes en Amérique, le Canada ne reçut que 1 800 hommes, la plupart assigné à Louisbourg. La petite taille de l'armée française força le Général Louis-Joseph de Montcalm, commandant des forces française au Canada, à se replier sur les amérindiens, et d'autres alliés traditionnels comme les Nipissing, Algonquin, et Abenaki, qui contribuèrent des milliers de braves. Mais ceci n'était pas suffisant. Déterminé à capturer les Fort William Henry et Fort Edward, le Gouverneur Vaudreuil recruta des milliers de braves des tribus des hauts Grands Lacs, mais la variété des tribus fit en soit qu'il n'avait pas assez d'interprètes, et il devait compter avec les rivalités entre les tribus. Les négociations avec les amérindiens n'étaient pas faciles, mais les amérindiens ne se voyaient point comme sujets de la Nouvelle-France, mais seulement comme des alliés temporaires à la recherche de profit. Cependant, les alliés traditionnels des Français avaient scalpé des Anglais blessés, lorsque la garnison à Oswego se rendit ce qui conduisit les Français à racheter un nombre de soldats anglais.
Pendant que Montcalm et Vaudreuil recrutèrent leur armée, les Rangers américains étaient trop peu nombreux pour arrêter les amérindiens de faire des incursions autour du fort William Henry. Vers la fin de juin, un puissant groupe d'amérindiens fit la découverte que le chemin entre les deux forts n'était point défendu. Les Français avaient un portrait clair de la situation stratégique, mais six groupes d'éclaireurs anglais en juin n'étaient pas capable de pénétrer l'écran amérindien pour pouvoir en apprendre plus sur les forces françaises au fort Carillon.
La destruction du fort William Henry aurait dû garantir la sauvegarde du fort Carillon, mais le gouvernement britannique avait fait de l'Amérique sa priorité, mais non la France, alors une deuxième offensive fut faite contre le fort Carillon.

### Déroulement

Carte de la bataille de Fort Carillon en 1758

Jean-Nicolas Desandrouins se rendit au fort Carillon afin d’y aider Nicolas Sarrebource de Pontleroy à reconnaître les lieux, préparer les fortifications de campagne et conseiller les commandants de l’infanterie sur la manière de fortifier le champ de bataille. La vitesse avec laquelle Desandrouins travailla sous le feu ennemi pendant l’attaque du général britannique James Abercrombie, lui valut la croix de Saint-Louis.
Stupéfaits par la perte de leur avant-poste le plus au nord, les Britanniques décident de répliquer par une attaque massive contre Fort Carillon. Près de 16 000 hommes (soit la plus grande troupe jamais déployée sur le continent) sont réunis sous les ordres du général James Abercrombie, commandant en chef des forces britanniques en Amérique du Nord. Le véritable officier commandant sur le terrain était cependant le brigadier-général Lord Howe. Le 8 juillet 1758, l'armée britannique du général Abercrombie de 16 000 hommes, (dont 6 000 Tuniques rouges et 10 000 provinciaux) et leurs alliés les Mohawks (qui ne prirent pas part à la bataille), attaqua le fort Carillon commandé par Louis-Joseph de Montcalm avec 3 600 hommes, (dont 400 Canadiens du chevalier de Lévis) et 300 Abenaquis. Abercrombie était bien décidé à pousser son avantage avant qu’il ne perde le bénéfice de la supériorité numérique.
Les Britanniques faisaient cependant face à une position fortement défendue. Pendant que le fort était toujours en construction, les Français avaient creusé de hautes tranchées supportées et flanquées de 3 batteries de canons. Elles étaient défendues par une ligne d’abattis pointés vers l’extérieur et entremêlés de branchages et d’épines, ces derniers étant installés durant la nuit sur ordre de Montcalm. Une partie des forces françaises présente s’était dispersée dans les bois adjacents. Le terrain ne donnait comme angle d’attaque qu’une seule ouverture, le fort étant entouré de trois côtés par l’eau et sur la moitié du dernier par un bourbier. Abercrombie aurait pu contourner les tranchées françaises et installer son artillerie sur les collines avoisinantes mais il voulait une victoire rapide et éclatante et cette manœuvre aurait pris trop de temps. Informé par son lieutenant que les abattis français pouvaient être pris d’assaut, il opta pour une attaque massive et frontale. Mais les défenses françaises s’avérèrent bien pensées. À l’abri derrière leur retranchement et craignant peu les tirs d’un ennemi concentré sur une ligne d’attaque, les Français étaient tout à leur aise pour décimer les rangs anglais sous des salves meurtrières (les Français étaient rangés sur trois lignes : les deux premières tiraient pendant que la 3e rechargeait les fusils, permettant ainsi de maintenir une forte cadence de tir).
Les hommes devaient monter sur les épaules les uns des autres pour espérer franchir les abattis. Évidemment, pour les Français préparés il était facile de repousser chaque homme à mesure qu’il atteignait le sommet des défenses. À un moment seulement les Britanniques purent franchir le barrage français, pour en être repoussés après une charge à la baïonnette. Les Britanniques tentèrent de prendre le fort à revers par un assaut naval mais furent à chaque fois repoussés par l’artillerie française. Abercrombie envoya ses hommes à l'assaut du fort à plusieurs reprises où il perdit 551 tués, 1 356 blessés et 77 disparus. Il se retira au Fort William Henry. Quant à eux, les Canadiens et Français eurent 104 tués et 273 blessés. C'est ainsi qu'ils brisèrent l'assaut des Britanniques sous les ordres du major général James Abercrombie.

## Abandon du fort
En mai 1759, les Britanniques sous le commandement de Jeffrey Amherst avec 6 236 soldats se préparèrent pour attaquer le fort. Cependant, après des jours de préparations, les Français et Canadiens l'abandonnèrent, le minèrent, et le détruisirent.

## Dans la culture
- L'écrivain écossais Robert Louis Stevenson a écrit le poème Ticonderoga[16], publié en 1890 dans le recueil Ballads, dans lequel il raconte la légende de Ticonderoga[17].
- Ticonderoga est une bande dessinée historique du scénariste argentin Héctor Germán Oesterheld, à laquelle participa Hugo Pratt, publiée de 1957 à 1962. Elle se déroule en Nouvelle-Angleterre du XVIIIe siècle, au temps des rivalités franco-anglaises[18].

## Galerie

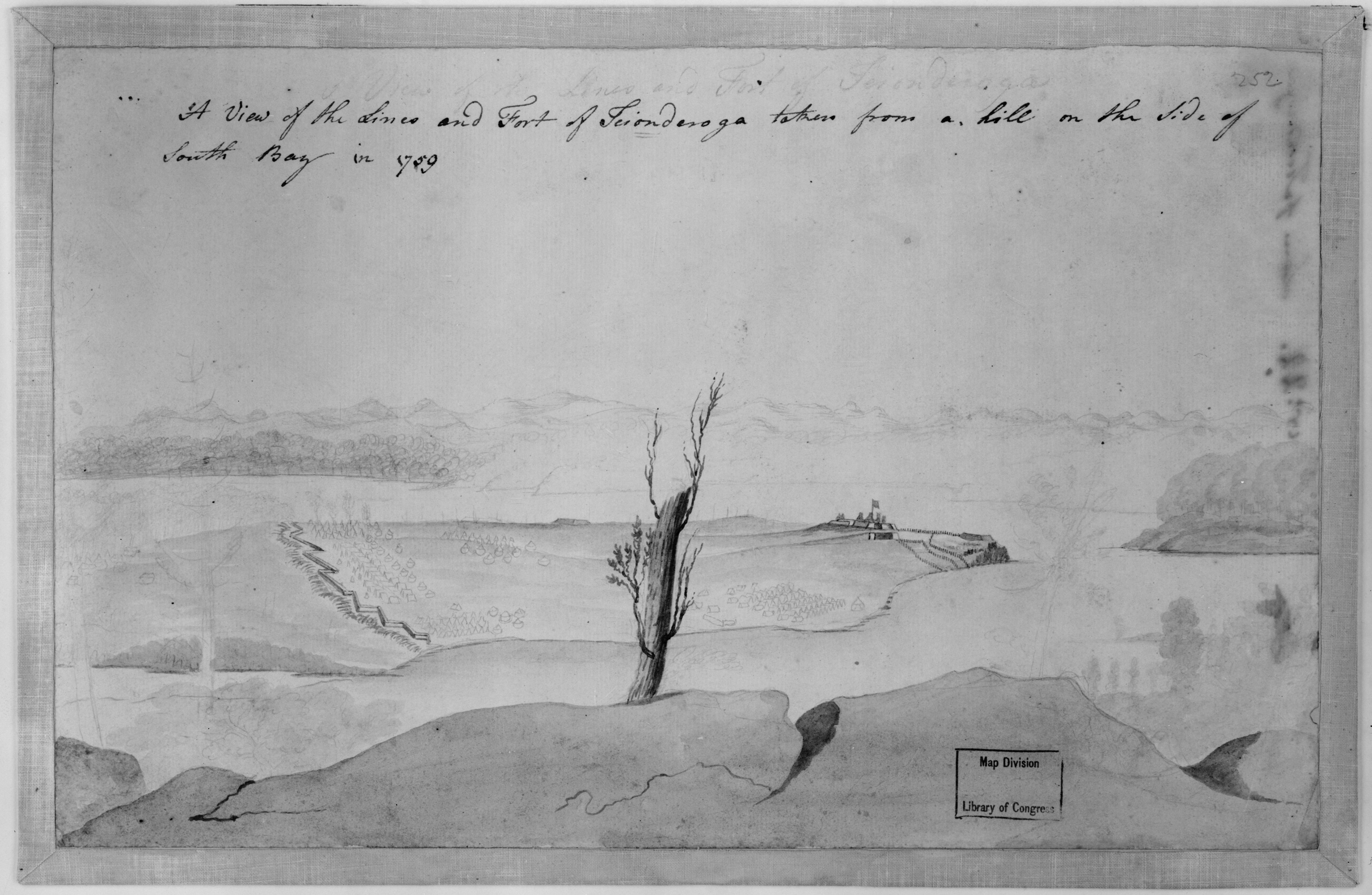
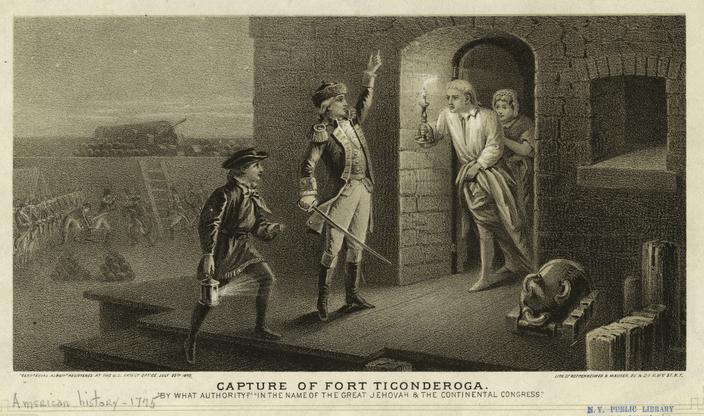
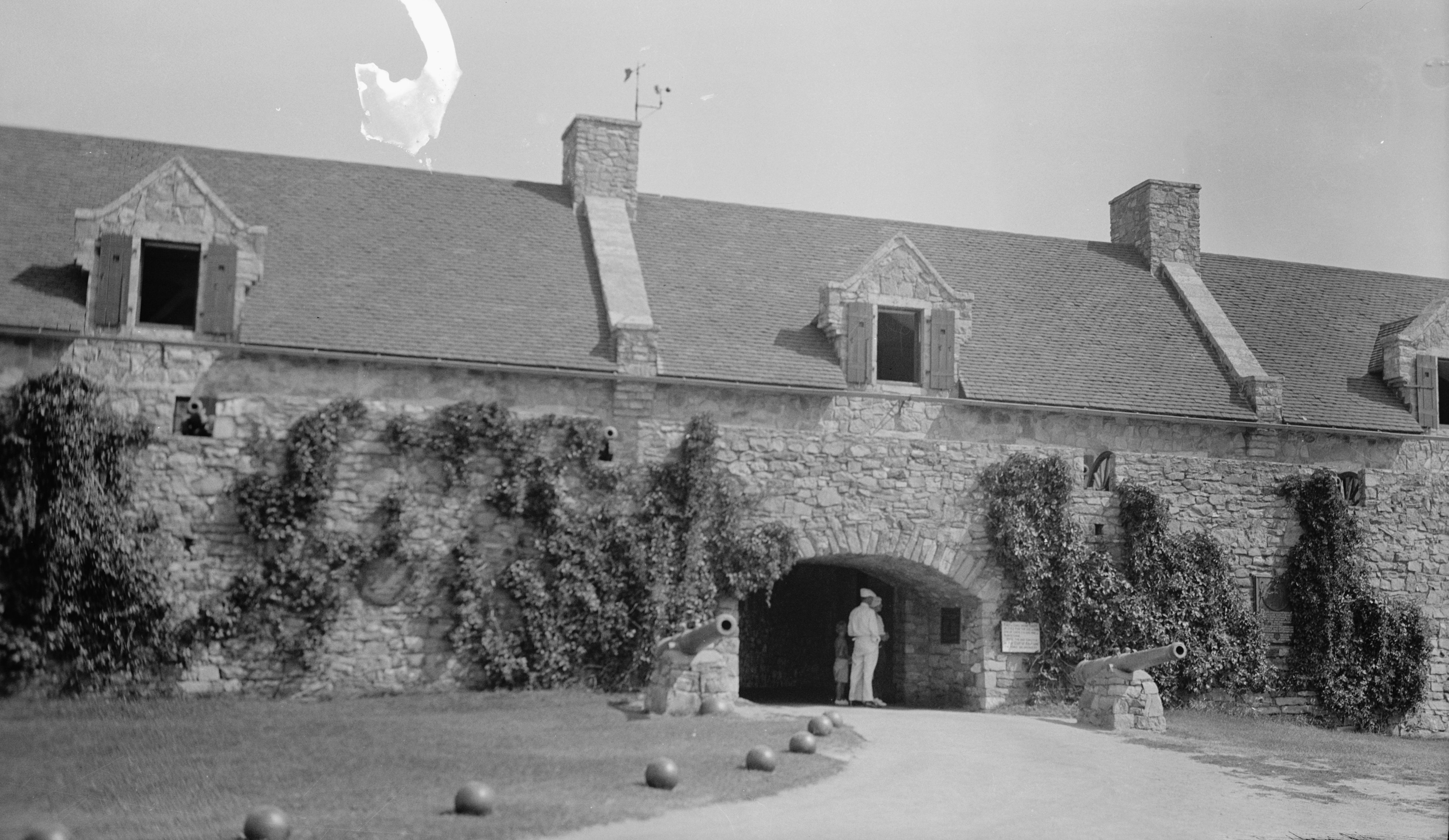
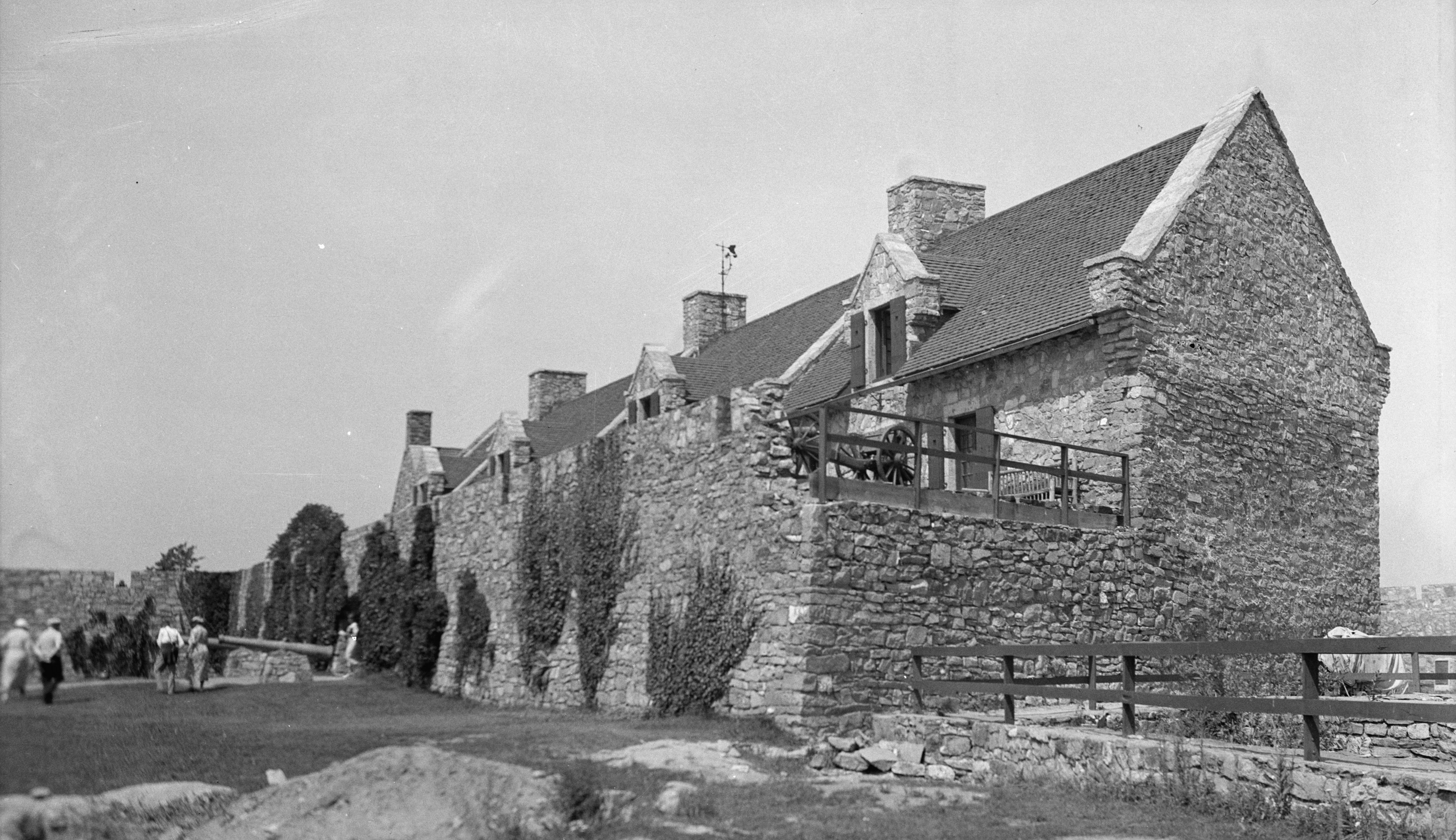
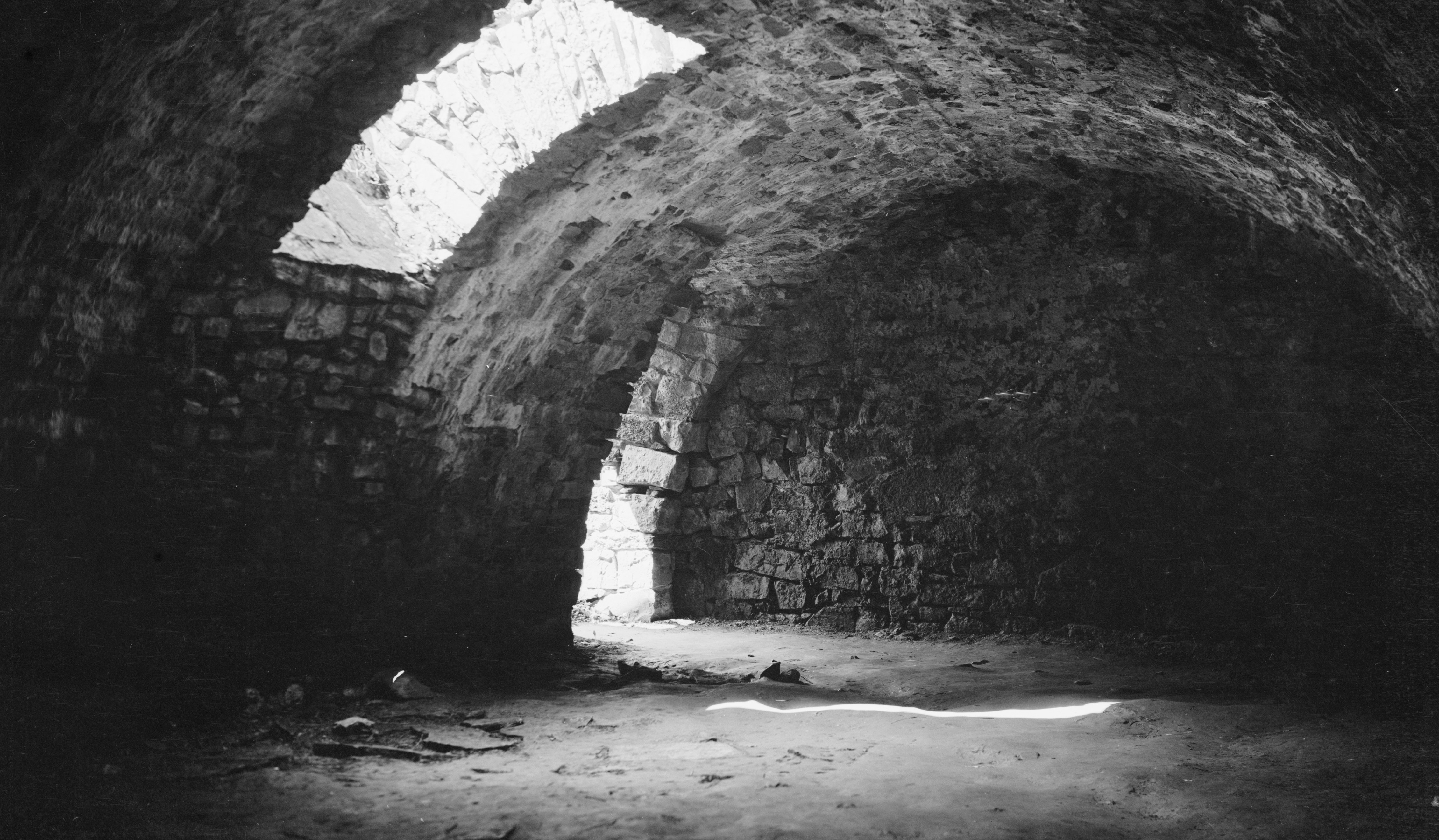
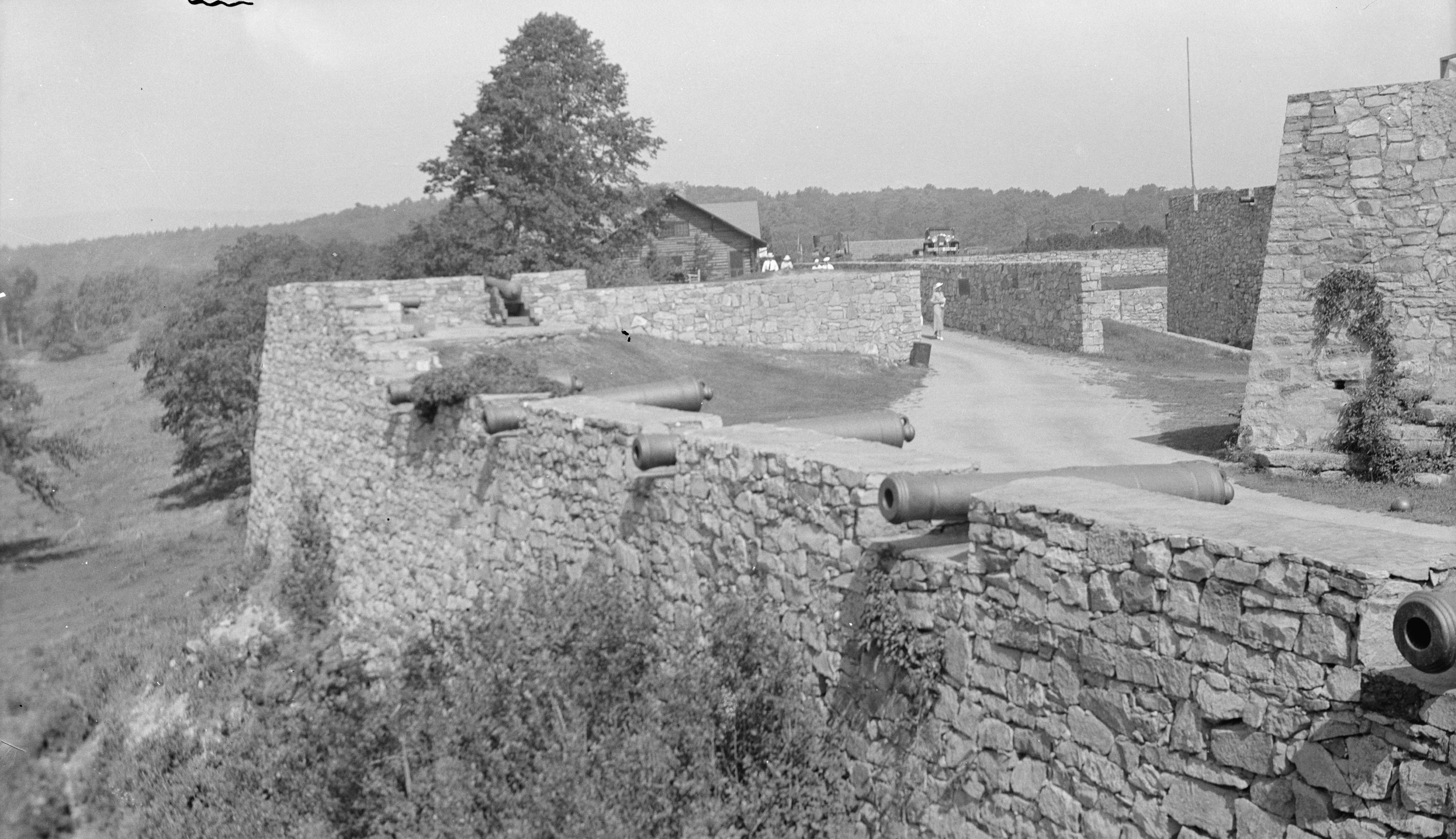
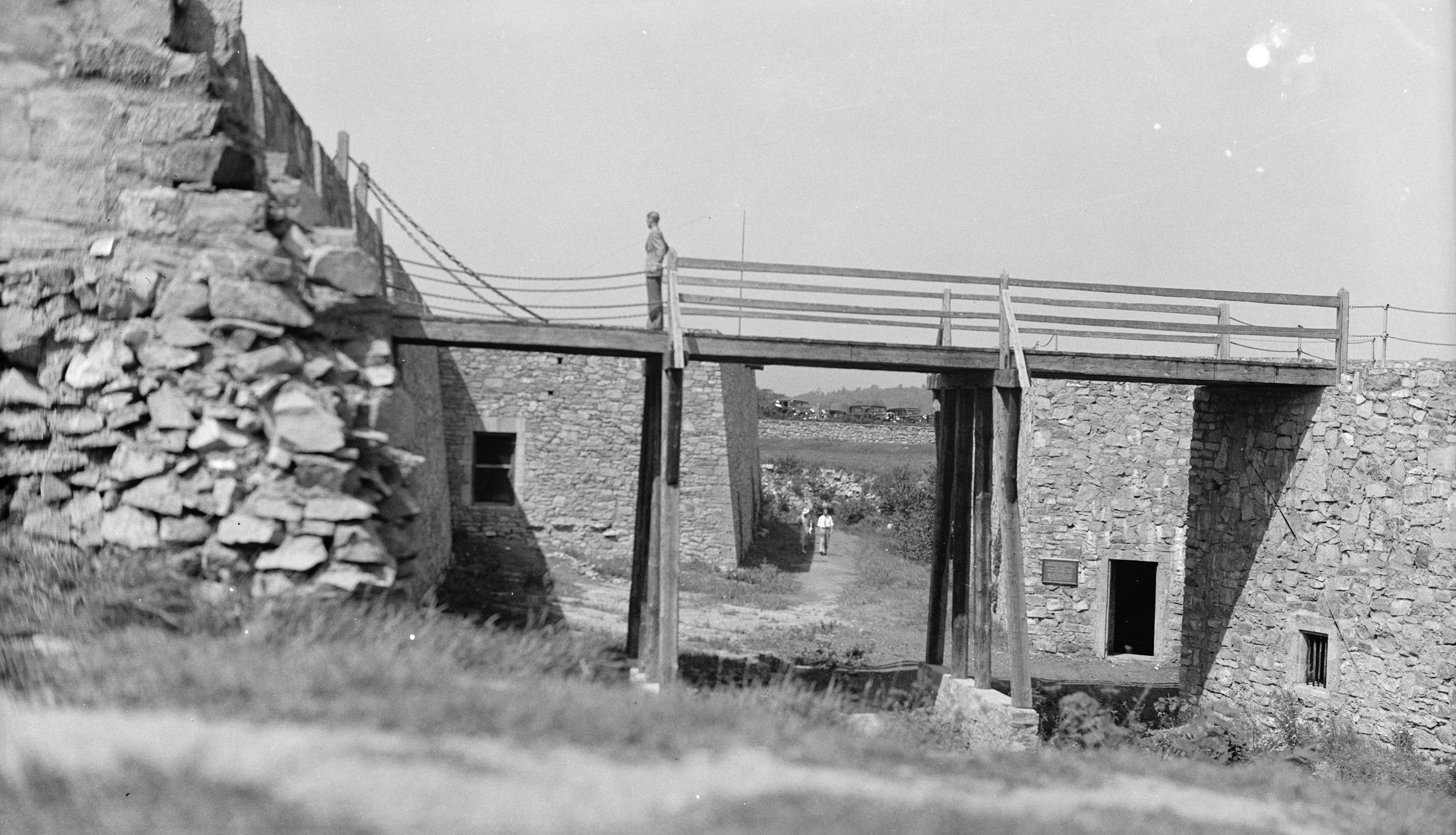
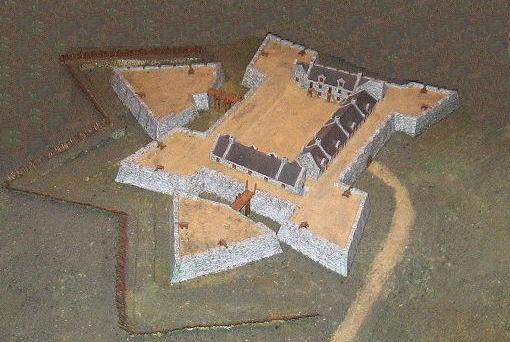

### Sources canadiennes/américaines francophones
- Gaston Deschênes et Denis Vaugeois, Vivre la Conquête, tome 1, les éditions du Septentrion, Québec, 2013, 264 p. [présentation en ligne].
- Gaston Deschênes et Denis Vaugeois, Vivre la Conquête, tome 2, les éditions du Septentrion, Québec, 2014, 320 p. [présentation en ligne].
- Jonathan Dull, La Guerre de Sept Ans, Bécherel, coll. « Les Perséides », 2009
- Guy Frégault, La Guerre de la Conquête, Montréal, Fides, 2009, 514 p. (ISBN 978-2-7621-2989-2)
- Jacques Mathieu et Sophie Imbeault, La Guerre des Canadiens. 1756-1763, les éditions du Septentrion, Québec, 2013, 280 p. [présentation en ligne].

### Sources françaises
- Lucien Bély, Les relations internationales en Europe au XVIIe – XVIIIe siècle, Paris, Presses universitaires de France, coll. « Thémis », 1992, 731 p. (ISBN 2-13-044355-9)
- Jean Bérenger et Jean Meyer, La France dans le monde au XVIIIe siècle, Paris, SEDES, coll. « Regards sur l'Histoire », 1993, 380 p. (ISBN 2-7181-3814-9)
- André Zysberg, La monarchie des Lumières : 1715-1786, Paris, Éditions du Seuil, coll. « Points Histoire », 2002, 552 p. (ISBN 2-02-019886-X).

### Sources anglophones
- (en) Fred Anderson, Crucible of War : The Seven Years' War and the Fate of Empire in British North America, 1754-1766, New York, Knopf, 2000, 862 p. (ISBN 978-0-375-40642-3, OCLC 40830180, lire en ligne).
- (en) Fred Anderson, The war that made America : a short history of the French and Indian War, New York, Viking, 2005, 293 p. (ISBN 978-0-670-03454-3, OCLC 60671897, lire en ligne).
- (en) Alfred A. Cave, The French and Indian war, Westport, Connecticut - Londres, Greenwood Press, 2004, 175 p. (ISBN 978-0-313-32168-9, OCLC 57479223, lire en ligne).
- (en) W.J. Eccles, France in America, New York, Harper & Row, Publishers, 1972 (présentation en ligne)
- (en) William M. Fowler, Empires at war : the French and Indian War and the struggle for North America, 1754-1763, New York, Walker, 2005, 332 p. (ISBN 978-0-8027-1411-4, OCLC 56334323).
- (en) Francis Jennings, Empire of fortune : crowns, colonies, and tribes in the Seven Years War in America, New York, Norton, 1988, 520 p. (ISBN 978-0-393-30640-8, OCLC 30969531, lire en ligne).
- (en) Robert Leckie, A few acres of snow : the saga of the French and Indian Wars, New York, J. Wiley & Sons, 1999, 388 p. (ISBN 978-0-471-24690-9, OCLC 39739622).
- (en) William R. Nester, The first global war : Britain, France, and the fate of North America, 1756-1775, Westport, CT, Praeger, 2000, 308 p. (ISBN 978-0-275-96771-0, OCLC 41468552, lire en ligne).